# Bobics Károly
Bobics Károly (eredeti nevén Bubics Károly) (Alsólendva, 1812. február 13. – Pozsony, 1887. november 21.) mérnök.

## Élete
Atyja, Bubics János Eszterházy herceg tiszttartója volt; a gimnáziumot Veszprémben, Székesfehérvárott és Pesten végezvén, technikára ment ugyanott és 1833. június 29-én mérnöki oklevelet nyert. Előzőleg pár hónapig mint föld- és vízmérnök a Kapos-szabályozási királyi biztosságnál működött Beszédes József mellett, honnét az Eszterházy hercegi uradalomba mint mérnöksegéd hívatott meg, hol 1837-ben rendszeresített mérnöki állásra neveztetett ki. Itt nem lévén megengedve a 30 évkor előtti nősülés, leköszönt és a Komárom megyei csicsói uradalomban előbb id. Zichy István grófnál, majd vejénél, Waldstein János grófnál mint uradalmi mérnök nyert alkalmazást. Komárom megye 1847. január 27-én tiszteletbeli, 1849 októberében megyei rendes mérnökké nevezte ki. 1853-ban állami mérnök lett és Komáromba költözött. 1855. december 19-én Bécsben kelt oklevéllel véglegesített császári és királyi mérnökké neveztetvén ki, ebben neve hibából Bobicsnak íratott; azon időtől fogva a család ezt a nevet használja. Az alkotmányos magyar kormány helyreálltával magyar királyi folyammérnöknek neveztetett ki s 1876. július 1-jéig szolgált, midőn nyugdíjaztatott és Pozsonyba költözött. 1877. szeptember 23-án a koronás arany érdemkeresztet kapta.

## Munkái
- Észleletek általában a Duna, különösen pedig Dévény és Gönyő közötti résznek szabályozására. Pozsony 1882.
- Vázlatok Magyarországnak főképp dunántúli kerületében e század folyama alatt végbevitt vizszabályozásokról. Bpest, 1885.

A vízszabályozásról és vízépítésről írt cikkei a komáromi és pozsonyi lapokban jelentek meg, gyakran Csallóközi álnévvel; többi közt Rövid vázlata Csallóköz vizviszonyainak és szabályozása érdekében fennállott és átidomítandó társulatának (1876); Szerény észrevételek a csallóközi árvizmentesítő társulatról (1880); Rövid észrevételek a Csallóköz ármentesítési czikkre (Pozsonyvidéki Lapok 1883. 6. sz.); Három megye veszedelme (Uo. 1885. 204. sat. sz.)